# Persone uccise negli anni di piombo (1977)
Di seguito viene riportata una sintetica cronologia delle vittime provocate in Italia durante gli anni di piombo nel 1977.

## Vittime del 1977
| Data         | Nome comune                                     | Località | Responsabili                                                                                           | Vittime                                                                        | Note |
| ------------ | ----------------------------------------------- | -------- | --- | ------------------------------------------------------------------------------ | --- |
| 19 febbraio  | Omicidio di Lino Ghedini                        | Rho      | Enzo Fontana (Brigate Rosse)                                                                           | Lino Ghedini (brigadiere della Polizia di Stato)                               | Ucciso durante un conflitto a fuoco in cui rimane ferito l'appuntato Adriano Comizoli. L'assassino, ex membro dei GAP, era ricercato da tempo. |
| 11 marzo     | Omicidio di Francesco Lorusso                   | Bologna  | Massimo Tramontani (carabiniere)                                                                       | Francesco Lorusso (Lotta Continua)                                             | Ucciso durante gli scontri all'Università di Bologna. Tramontani viene prosciolto in istruttoria dall'accusa di omicidio per mancanza di elementi di prova per passare alla fase dell'istruzione formale. Successivamente si trasferì in Belgio per paura di vendette. |
| 12 marzo     | Omicidio di Giuseppe Ciotta                     | Torino   | Enrico Galmozzi, Raffaele Iemolo e Nicola Solimano (Prima Linea)                                       | Giuseppe Ciotta (brigadiere della Polizia di Stato)                            | Ucciso vicino alla sua abitazione. Tre individui si avvicinarono alla sua auto, e uno di loro sfondò il finestrino con un calcio sparando tre colpi. |
| 22 marzo     | Omicidio di Claudio Graziosi                    | Roma     | Antonio Lo Muscio (NAP)                                                                                | Claudio Graziosi (agente di P.S.)                                              | Dopo averla riconosciuta in un autobus, l'agente tenta di arrestare Maria Pia Vianale, militante dei NAP evasa dal carcere, ma viene ucciso da un altro militante dell'organizzazione. Nello scambio di colpi d'arma da fuoco tra polizia e nappisti fu colpita a morte anche una guardia zoofila, Angelo Cerrai. |
| 21 aprile    | Sgombero dell'Università di Roma                | Roma     | Ignoti membri di Autonomia Operaia                                                                     | Settimio Passamonti (agente di P.S.)                                           | Ucciso durante gli scontri con un gruppo di autonomi che aveva occupato l'Università di Roma. |
| 28 aprile    | Omicidio di Fulvio Croce                        | Torino   | Raffaele Fiore, Rocco Micaletto e Angela Vai (Brigate Rosse)                                           | Fulvio Croce (presidente dell'Ordine degli avvocati di Torino)                 | In qualità di presidente dell'Ordine degli avvocati assunse la difesa d'ufficio dei brigatisti durante il processo di Torino, avendo loro ricusato i difensori di fiducia e d'ufficio nominati dal presidente della Corte d'assise per invalidare il processo. Rimase ucciso con cinque colpi di pistola nell'androne dello stabile in cui aveva lo studio, da un commando composto da due uomini e una donna. |
| 12 maggio    | Omicidio di Giorgiana Masi                      | Roma     | Forze dell'ordine                                                                                      | Giorgiana Masi (militante radicale)                                            | Nonostante il divieto imposto dal Ministro dell'Interno Francesco Cossiga, il Partito Radicale ne organizzò una per celebrare i tre anni dalla vittoria del referendum sul divorzio. La polizia fece fuoco (fu costretta a far fuoco, dissero i responsabili dell'ordine pubblico) uccidendo Giorgiana Masi con un colpo di pistola. I radicali accusarono dell'omicidio la polizia e Marco Pannella, durante Tribuna politica, descrisse i poliziotti di quel giorno come «lupi scesi dalle montagne per farci paura». |
| 14 maggio    | Omicidio di Antonio Custra                      | Milano   | Collettivo Romana Vittoria (vicino a Prima Linea)                                                      | Antonio Custra (vicebrigadiere della Polizia di Stato)                         | Ucciso durante un corteo di protesta contro l'arresto di due avvocati di Soccorso Rosso Militante. Gli extraparlamentari si erano trasferiti dalla zona del carcere di San Vittore a via De Amicis, e lì un fotografo riprese la scena di un dimostrante che a mani giunte punta la pistola contro la polizia e spara. Le pagine di cronaca del Corriere della Sera rifiutarono di pubblicare quella foto, a differenza degli altri quotidiani. Più tardi risultò che lo sparatore, identificato, non era l'assassino di Custra, e ciò bastò a farne, per alcuni, una sorta di innocente perseguitato. |
| 1º luglio    | Omicidio di Antonio Lo Muscio                   | Roma     | Fortunato Massitti (brigadiere dell'Arma dei Carabinieri)                                              | Antonio Lo Muscio (NAP)                                                        | Lo Muscio era stato fermato dai carabinieri sulla scalinata della basilica di San Pietro in Vincoli, insieme a Francesca Salerno e Maria Pia Vianale, e cominciò a sparare dandosi alla fuga. I carabinieri risposero sparando, uccidendo il terrorista, mentre le due donne furono arrestate. |
| 8 luglio     | Omicidio di Mauro Amati                         | Roma     | Unità Comuniste Combattenti                                                                            | Mauro Amati (civile)                                                           | Ucciso per errore al posto dell'agente Domenico Velluto. |
| 18 luglio    | Morte di Romano Tognini                         | Tradate  | Luigi Speroni (civile)                                                                                 | Romano Tognini (Prima Linea)                                                   | Ucciso dal proprietario di un'armeria che i militanti Prima Linea stavano rapinando. |
| 4 agosto     | Morte di Attilio Di Napoli e Aldo Marin Pinones | Torino   | Nuclei Armati Proletari                                                                                | Attilio Alfredo Di Napoli e Aldo Orlando Marin Pinones (Azione Rivoluzionaria) | Uccisi dallo scoppio di un ordigno che stavano installando. Un volantino dei NAP afferma che sarebbero stati giustiziati perché in contatto con i carabinieri. |
| 29 settembre | Omicidio di Elena Pacinelli                     | Roma     | Ignoti                                                                                                 | Elena Pacinelli                                                                | Elena Pacinelli, neanche vent'anni, la sera del 29 settembre 1977 a piazza Igea fu ferita gravemente da colpi di pistola esplosi da una mini minor bianca. L'inchiesta sull'omicidio è stata archiviata, i mandanti e gli esecutori sono rimasti sconosciuti. |
| 30 settembre | Omicidio di Walter Rossi                        | Roma     | Ignoti militanti del MSI                                                                               | Walter Rossi (Lotta Continua)                                                  | Durante un volantinaggio di protesta nel quartiere della Balduina, storica roccaforte missina della capitale, il gruppo si trovò in viale delle Medaglie d'Oro, nei pressi di una sezione del MSI da cui uscirono alcuni militanti che, seguendo un sopraggiunto blindato della polizia che si trovava nelle vicinanze, avanzarono verso i manifestanti. Cominciò una sassaiola, si abbassarono le saracinesche di molti negozi, con gente che scappava da tutte le parti. Dal gruppo dei neofascisti furono sparati alcuni colpi di pistola all'indirizzo dei giovani di sinistra, e uno di questi colpì Walter Rossi alla nuca che morì prima dell'arrivo in ospedale. Nell'aggressione un'altra persona fu accidentalmente colpita: un benzinaio, che rimase leggermente ferito. |
| 1º ottobre   | Rogo dell'Angelo Azzurro                        | Torino   | Ignoti militanti di Lotta Continua                                                                     | Roberto Crescenzio (vittima casuale)                                           | Morì bruciato in seguito al lancio di due bombe molotov all'interno del bar Angelo Azzurro. |
| 28 novembre  | Omicidio di Benedetto Petrone                   | Bari     | Michele Anselmo, Donato Grimaldi, Carlo Montrone e Giuseppe Piccolo (MSI)                              | Benedetto Petrone (FGCI)                                                       | L'esecutore materiale fu Giuseppe Piccolo, condannato a 16 anni e morto suicida nel 1984. |
| 29 novembre  | Omicidio di Carlo Casalegno                     | Torino   | Vincenzo Acella, Raffaele Fiore, Prospero Gallinari, Piero Panciarelli e Patrizio Peci (Brigate Rosse) | Carlo Casalegno (giornalista)                                                  | Vicedirettore del quotidiano La Stampa, fu gravemente ferito il 16 novembre e morì tredici giorni dopo. Raffaele Fiore fu riconosciuto l'esecutore materiale e condannato all'ergastolo, insieme a Vincenzo Acella, mentre Prospero Gallinari fu condannato per concorso morale in omicidio per aver ordinato l'uccisione del giornalista. |
| 28 dicembre  | Omicidio di Angelo Pistolesi                    | Roma     | Militanti di estrema sinistra                                                                          | Angelo Pistolesi (MSI)                                                         | Ucciso davanti alla sua abitazione. |